# Johan Nicolaas Mulder
Johan Nicolaas (Joop) Mulder (Voorburg, 6 oktober 1915 - 's-Gravenhage, 2 mei 1991) was een Nederlands militair. Hij vloog tijdens de Tweede Wereldoorlog bij de Marine Luchtvaartdienst en vervulde daarna diverse functies binnen de Koninklijke Luchtmacht.

## Levensloop
Na zijn eindexamen twijfelde Mulder tussen een studie aan de Technische Hoogeschool van Delft of een carrière in de krijgsmacht. Het werd het laatste. Na zijn dienstplichttijd werd hij in 1936 in de rang van cadet-sergeant op de Koninklijke Militaire Academie (KMA) in opleiding tot artillerie officier genomen.
Op 1 augustus 1938 verliet hij de KMA in de rang van 2e luitenant bij de veld-artillerie.
Lang heeft hij niet bij dit wapen gediend. Op 20 juli 1939 werd hij op eigen verzoek in opleiding genomen tot militair vlieger en overgeplaatst naar het Wapen der Militaire Luchtvaart op vliegveld Souburg en later Haamstede.
Bij het uitbreken van de oorlog was hij nog in opleiding en hij heeft derhalve niet deelgenomen aan de luchtstrijd in de meidagen van 1940. Hij commandeerde een sectie jagers met als taak Duitse parachutisten onschadelijk te maken. Na de capitulatie is hij, hoewel net sinds zes weken getrouwd, met andere leerlingvliegers en personeel, in totaal 280 man van de beide vliegscholen, via Frankrijk naar Engeland geëvacueerd, waar hij op 2 juni aankwam.
In Engeland werd hij voor de duur van de oorlog gedetacheerd bij de Marine Luchtvaartdienst in de rang van officier-vlieger der 3e klasse. De MLD zond hem ter voltooiing van de vliegeropleiding naar Nederlands-Indië. Op 1 juli 1941 haalde hij hier zijn waarnemersbrevet, waarna hij met acht andere leerlingvliegers via de Verenigde Staten naar Engeland vertrok om daar de opleiding tot vlieger op meermotorige vliegtuigen te voltooien.
Op 1 april 1942 verwierf hij het militair brevet voor vlieger. Na vier maanden intensieve gevechtstraining bij de Royal Air Force werd hij geplaatst bij het 320 Dutch Squadron RAF onderdeel van Coastal Command.
Op 12 oktober 1942 volgde de eerste operationele vlucht met een Lockheed Hudson. Er zouden er nog 18 volgen, die voornamelijk uit patrouilles boven de Noordzee en aanvallen op vijandelijke scheepvaart bestonden.
In maart 1943 begon het squadron met de training op de B-25 Mitchell bommenwerper en ging het over naar Bomber Command van de RAF. Op 19 augustus 1943 volgde de eerste operationele vlucht in Bomber Command, Mulders 19e oorlogsvlucht met een bombardement op een vijandelijk vliegveld in Frankrijk.
Hiervan zouden er tot oktober 1944 nog 52 volgen op diverse doelen in Frankrijk en Nederland. Op 26 april 1944 werd hij door een Mosquito van de RAF in de ochtendschemering neergeschoten. De bemanning overleefde. Voor zijn moedig optreden werd hem op 4 mei 1944 het Vliegerkruis verleend.
Op 1 juli 1944 nam hij tijdelijk tot 7 september het commando over het 320 squadron waar, als kapitein-vlieger. In september 1944 volgden de eerste bombardementsvluchten op Nederland (Zeeland en het gebied rond Arnhem).
Joop Mulders wapenfeiten, gevaarvolle en belangrijke operationele opdrachten waren van dien aard dat hij bij Koninklijk besluit van 26 november 1947 met het Ridderkruis der 4e klasse in de Militaire Willems-Orde werd onderscheiden.
Na de Duitse capitulatie werd Mulder in verschillende functies en rangen bij het directoraat Luchtstrijdkrachten tewerkgesteld en zette hij zijn carrière voort bij de Koninklijke Luchtmacht als majoor-vlieger. Hij was onder meer commandant Transva, van het 325 Meteor squadron en van de Jachtgroep op vliegbasis Soesterberg.
Na diverse staffuncties bij SHAPE werd hij directeur Luchtmachtstafschool en commandant vliegbasis Ypenburg. In oktober 1961 vertrok hij als Commandant Luchtverdediging naar Nederlands-Nieuw-Guinea tijdens de crisis met Indonesië.
In 1964 werd hij commandant Commando Luchtmacht Opleidingen in de rang van commodore.
In 1969 werd hij benoemd tot gouverneur van de KMA in de rang van generaal-majoor waar hij de eerste luchtmachtofficier op die positie was.
Op 15 juni 1971 werd hij eervol ontslagen en ging met pensioen.
Op 2 mei 1991 is generaal Mulder op 75-jarige leeftijd overleden.

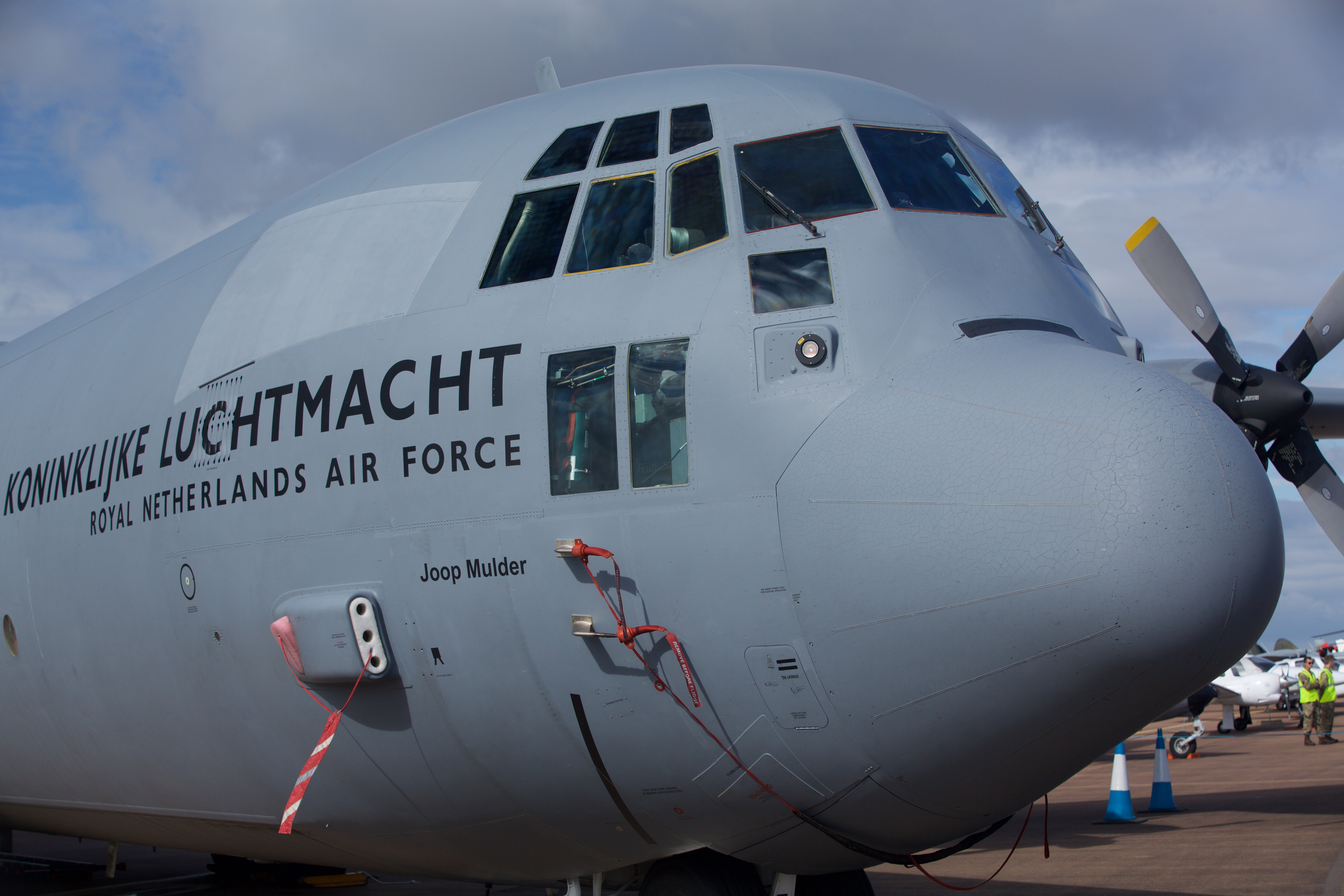
Voorkant van de C-130 Hercules met daarop de naam Joop Mulder

## Trivia
- Joop Mulder was de derde echtgenoot van Jos Gemmeke, ook zij was Ridder in de Militaire Willems-Orde.
- De Koninklijke Luchtmacht heeft een C-130 Hercules vernoemd naar Joop Mulder als eerbetoon.[3]

## Onderscheidingen
- Ridder in de Militaire Willems-Orde (MWO.4)

- Officier in de Orde van Oranje-Nassau met Zwaarden[4]
- Vliegerkruis
- Onderscheidingsteken voor Langdurige Dienst als officier[4]
- Oorlogsherinneringskruis met 3 gespen[4]